# Mauritania Airlines
Mauritania Airlines é uma companhia aérea com sede em Nuaquexote, Mauritânia, que atua como companhia aérea de bandeira do país. A empresa foi fundada em dezembro de 2010 em resposta ao fim da Mauritania Airways.

## Frota

### Frota atual
A frota da Mauritania Airlines consiste nas seguintes aeronaves (Agosto de 2019):
| Aeronaves        | Em Serviço | Ordens | Passageiros | Notas |
| ---------------- | ---------- | ------ | ----------- | ----- |
| Boeing 737-700   | 1          | –      | 115         |       |
| Boeing 737-800   | 1          | –      | 160         |       |
| Boeing 737 MAX 8 | 1          | –      | 160         |       |
| Embraer ERJ145LR | 1          | –      | 50          |       |
| Embraer 175LR    | 2          | –      | 76          |       |
| Total            | 6          | 0      |             |       |

### Frota Histórica
A companhia aérea operou as seguintes aeronaves:
- 2 Boeing 737-500